# Nuoto ai campionati mondiali di nuoto 2013 - 50 metri dorso maschili
Le qualifiche per la semifinale si sono svolte la mattina del 3 agosto 2013, mentre la semifinale si è svolta la sera dello stesso giorno. La finale, invece, si è svolta la sera del 4 agosto 2013.

## Medaglie
| Posizione | Atleta          | Paese       |
| --------- | --------------- | ----------- |
| Oro       | Camille Lacourt | Francia     |
| Argento   | Jérémy Stravius | Francia     |
| Argento   | Matt Grevers    | Stati Uniti |

## Record
Prima della manifestazione il record del mondo (WR) e il record dei campionati (CR) erano i seguenti.
| Record mondiale       | 24"04 | Liam Tancock Gran Bretagna | 2 agosto 2009 Roma, Italia |
| Record dei campionati | 24"04 | Liam Tancock Gran Bretagna | 2 agosto 2009 Roma, Italia |

Nel corso della competizione non sono stati migliorati record.

## Risultati

### Batterie
| Pos. | Batteria | Corsia | Atleta                        | Nazionalità               | Tempo | Note |
| ---- | -------- | ------ | ----------------------------- | ------------------------- | ----- | ---- |
| 1    | 6        | 5      | Daniel Orzechowski            | Brasile                   | 24"67 | Q    |
| 2    | 4        | 5      | Aschwin Wildeboer Faber       | Spagna                    | 24"72 | Q    |
| 3    | 5        | 4      | Jérémy Stravius               | Francia                   | 24"79 | Q    |
| 4    | 5        | 3      | Gerhardus Zandberg            | Sudafrica                 | 24"85 | Q    |
| 5    | 6        | 4      | David Plummer                 | Stati Uniti               | 24"91 | Q    |
| 6    | 5        | 5      | Bastiaan Lijesen              | Paesi Bassi               | 24"94 | Q    |
| 7    | 4        | 4      | Camille Lacourt               | Francia                   | 24"97 | Q    |
| 8    | 5        | 7      | Sun Xiaolei                   | Cina                      | 25"01 | Q    |
| 8    | 5        | 6      | Guy Barnea                    | Israele                   | 25"01 | Q    |
| 10   | 6        | 3      | Matt Grevers                  | Stati Uniti               | 25"08 | Q    |
| 11   | 5        | 8      | Lavrans Solli                 | Norvegia                  | 25"15 | Q    |
| 12   | 6        | 6      | Jonatan Kopelev               | Israele                   | 25"17 | Q    |
| 13   | 6        | 7      | Ashley Delaney                | Australia                 | 25"36 | Q    |
| 14   | 6        | 2      | Pavel Sankovič                | Bielorussia               | 25"40 | Q    |
| 15   | 6        | 1      | Federico Grabich              | Argentina                 | 25"44 | Q    |
| 16   | 5        | 2      | Juan Miguel Rando             | Spagna                    | 25"52 | Q    |
| 17   | 4        | 3      | Mirco Di Tora                 | Italia                    | 25"54 |      |
| 18   | 4        | 7      | Gareth Kean                   | Nuova Zelanda             | 25"62 |      |
| 19   | 6        | 8      | I Gede Siman Sudartawa        | Indonesia                 | 25"68 |      |
| 20   | 4        | 8      | Alexis Santos                 | Portogallo                | 25"78 |      |
| 21   | 4        | 2      | Cheng Feiyi                   | Cina                      | 25"83 |      |
| 22   | 4        | 1      | Shin Hee-Wong                 | Corea del Sud             | 25"84 |      |
| 23   | 4        | 9      | Felix Wolf                    | Germania                  | 25"90 |      |
| 24   | 4        | 0      | Charles Francis               | Canada                    | 26"10 |      |
| 25   | 5        | 1      | Guven Duvan                   | Turchia                   | 26"25 |      |
| 26   | 3        | 4      | Martin Baďura                 | Rep. Ceca                 | 26"26 |      |
| 27   | 5        | 9      | Bilal Achelhi                 | Marocco                   | 26"27 |      |
| 28   | 6        | 0      | Péter Bernek                  | Ungheria                  | 26"36 |      |
| 29   | 5        | 0      | Alexandr Tarabrin             | Kazakistan                | 26"39 |      |
| 30   | 3        | 5      | Charles Hockin                | Paraguay                  | 26"41 |      |
| 31   | 6        | 9      | Mohamed Khaled                | Egitto                    | 26"44 |      |
| 32   | 3        | 6      | Artiom Gladun                 | Moldavia                  | 26"93 |      |
| 33   | 3        | 2      | Jordan Augier                 | Saint Lucia               | 27"16 |      |
| 34   | 3        | 1      | Ngou Pok Man                  | Macao                     | 27"18 |      |
| 35   | 3        | 7      | Heshan Unamboowe              | Sri Lanka                 | 27"23 |      |
| 36   | 3        | 3      | Khachik Plavchyan             | Armenia                   | 27"97 |      |
| 37   | 3        | 9      | Hamdan Bayusuf                | Kenya                     | 28"20 |      |
| 38   | 2        | 8      | Gilles Marquet                | Mauritius                 | 28"54 |      |
| 39   | 3        | 0      | Eisner Barberena              | Nicaragua                 | 28"71 |      |
| 40   | 2        | 5      | Maroun Waked                  | Libano                    | 29"31 |      |
| 41   | 2        | 3      | Pablo Feo Mato                | Andorra                   | 29"47 |      |
| 42   | 2        | 6      | Erdenemunkh Demuul            | Mongolia                  | 29"82 |      |
| 43   | 2        | 4      | Victor Torres                 | Isole Vergini Americane   | 30"01 |      |
| 44   | 2        | 2      | Arnold Kisulo                 | Uganda                    | 31"08 |      |
| 45   | 2        | 0      | Umarkhon Alizoda              | Tagikistan                | 33"37 |      |
| 46   | 2        | 9      | Storm Hablich                 | Saint Vincent e Grenadine | 34"20 |      |
| 47   | 1        | 3      | Miraj Prajapati               | Nepal                     | 34"74 |      |
| 48   | 1        | 5      | Ebrahim Al-Maleki             | Yemen                     | 34"84 |      |
| 49   | 1        | 2      | Awoussou Ablam                | Benin                     | 35"85 |      |
| 50   | 2        | 7      | Hamidou Seydou Lansina        | Niger                     | 36"65 |      |
| 51   | 1        | 6      | Sahr James                    | Sierra Leone              | 37"36 |      |
|      | 3        | 8      | Samson Opuakpo Forcados       | Nigeria                   |       | DSQ  |
|      | 1        | 4      | Abdelrahim Mohamed Abdelrahim | Sudan                     |       | DNS  |
|      | 2        | 1      | Louis Croenen                 | Belgio                    |       | DNS  |
|      | 4        | 6      | Ryōsuke Irie                  | Giappone                  |       | DNS  |

### Semifinali

#### Semifinale 1
| Pos. | Corsia | Atleta                  | Nazionalità | Tempo | Note |
| ---- | ------ | ----------------------- | ----------- | ----- | ---- |
| 1    | 6      | Guy Barnea              | Israele     | 24"73 | Q    |
| 2    | 2      | Matt Grevers            | Stati Uniti | 24"79 | Q    |
| 4    | 4      | Aschwin Wildeboer Faber | Spagna      | 24"90 | Q    |
| 4    | 7      | Jonatan Kopelev         | Israele     | 24"95 | Q    |
| 5    | 3      | Bastiaan Lijesen        | Paesi Bassi | 24"99 |      |
| 6    | 5      | Gerhardus Zandberg      | Sudafrica   | 25"24 |      |
| 7    | 8      | Juan Miguel Rando       | Spagna      | 25"28 |      |
| 8    | 1      | Pavel Sankovič          | Bielorussia | 25"36 |      |

#### Semifinale 2
| Pos. | Corsia | Atleta             | Nazionalità | Tempo | Note |
| ---- | ------ | ------------------ | ----------- | ----- | ---- |
| 1    | 6      | Camille Lacourt    | Francia     | 24"39 | Q    |
| 2    | 5      | Jérémy Stravius    | Francia     | 24"45 | Q    |
| 3    | 4      | Daniel Orzechowski | Brasile     | 24"79 | Q    |
| 4    | 2      | Sun Xiaolei        | Cina        | 24"95 | Q    |
| 5    | 8      | Federico Grabich   | Argentina   | 25"16 |      |
| 6    | 7      | Lavrans Solli      | Norvegia    | 25"18 |      |
| 7    | 1      | Ashley Delaney     | Australia   | 25"21 |      |
| 8    | 3      | David Plummer      | Stati Uniti | 26"00 |      |

### Finale
| Pos. | Corsia       | Atleta                  | Nazionalità | Tempo | Note |
| ---- | ------------ | ----------------------- | ----------- | ----- | ---- |
|      | 4            | Camille Lacourt         | Francia     | 24"42 |      |
|      | 5            | Jérémy Stravius         | Francia     | 24"54 |      |
| 6    | Matt Grevers | Stati Uniti             |             | 24"54 |      |
| 4    | 7            | Aschwin Wildeboer Faber | Spagna      | 24"58 |      |
| 5    | 8            | Sun Xiaolei             | Cina        | 24"76 |      |
| 6    | 2            | Daniel Orzechowski      | Brasile     | 24"87 |      |
| 7    | 3            | Guy Barnea              | Israele     | 25"14 |      |
| 8    | 1            | Jonatan Kopelev         | Israele     | 25"19 |      |